# Achyranthes atollensis
Achyranthes atollensis е изчезнал вид растение от семейство Amaranthaceae. Видът изчезва поради загубата на местообитания през 1964 г.

## Разпространение
Achyranthes atollensis е бил ендемичен за пясъчните брегове на северозападните хавайски острови Куре, Мидуей, Лайсан и атола Перла и Хермес.